# Alto tradimento

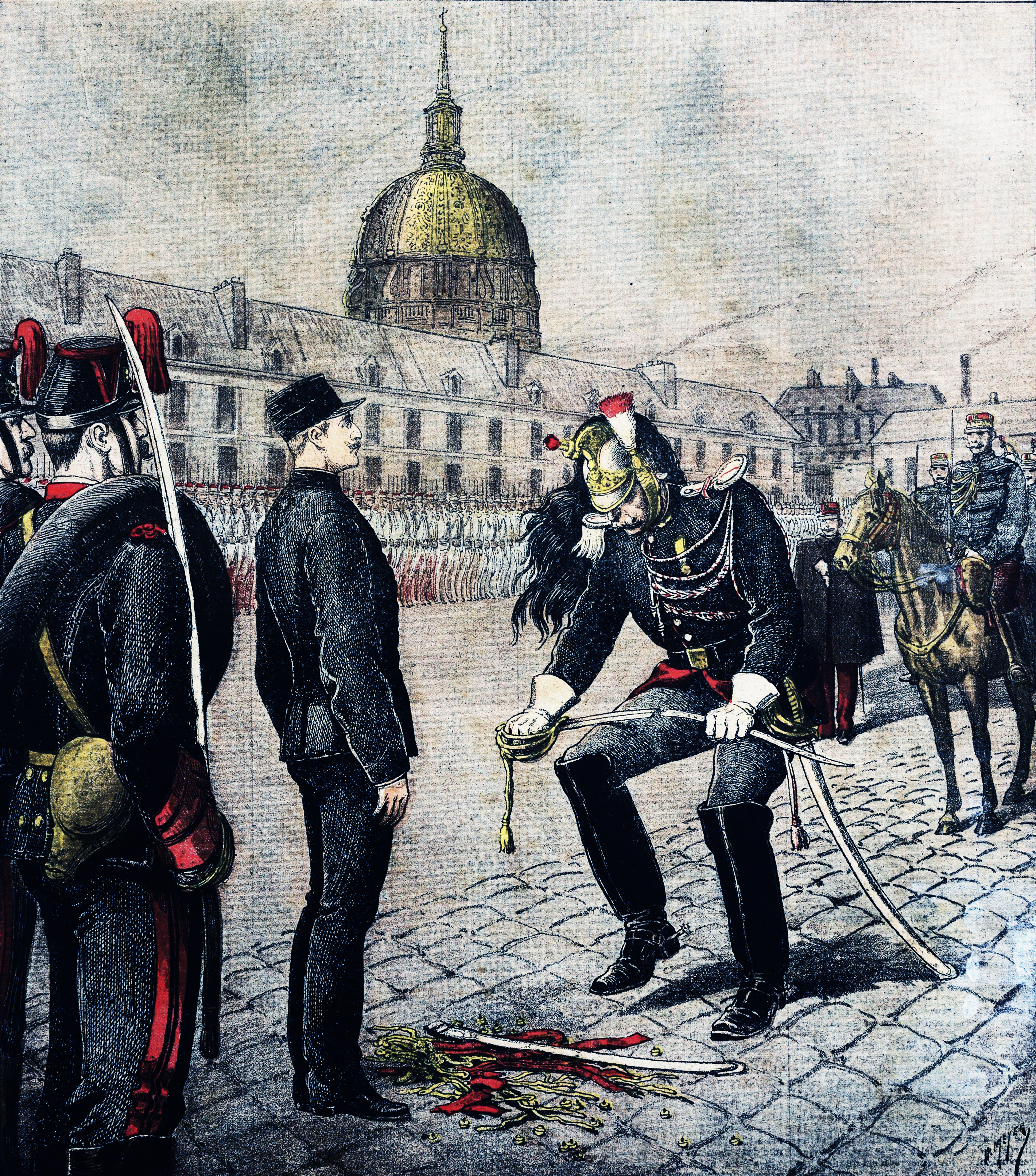
Cerimonia di degradazione di Alfred Dreyfus nel cortile dell'Ecole Militaire, a seguito della condanna nell'affare Dreyfus

L'alto tradimento si può considerare come attentato violento contro l'esistenza o l'ordine dello Stato o contro i sovrani. In alcuni Paesi la legge distingue il tradimento dall'alto tradimento.

## Italia
L'alto tradimento, nell'ordinamento giuridico italiano, è un reato militare, previsto dall'art. 77 del codice penale militare di pace.
Già in epoca risorgimentale il codice penale austriaco disciplinava la fattispecie del reato di alto tradimento, caratterizzato «dalla enorme latitudine di questa interpretabilità e delle sue applicazioni».

### Alto tradimento del Presidente della Repubblica
Per l'ordinamento giuridico italiano, l'alto tradimento del Presidente della Repubblica è citato nella Costituzione, agli articoli 90, comma II (Responsabilità degli atti commessi durante il mandato) e 134, comma III (Funzioni della Corte Costituzionale). Per mettere in stato di accusa il Presidente della Repubblica, il Parlamento si riunisce in seduta comune e, tramite votazione, decide l'eventuale rinvio a giudizio del medesimo alla Corte Costituzionale.
Fino ad ora, non si è mai proceduto a rinviare a giudizio il Presidente.
Normalmente, la Corte Costituzionale è composta da quindici membri, un terzo dei quali nominati dal capo dello Stato, anche se non necessariamente da quello rinviato a giudizio; sicché, onde evitare un voto condizionato e fortemente sbilanciato, i quindici membri già in carica vengono integrati da altri sedici membri straordinari (che devono possedere gli stessi requisiti necessari per far parte dell'elettorato passivo del Senato), estratti a sorte da una apposita lista stilata dal Parlamento ogni nove anni.

## Ricezione dell'alto tradimento in altri paesi

### Regno Unito
Nel Regno Unito, reati che costituiscono alto tradimento comprendono il complotto per l'omicidio del sovrano; commettere adulterio con la consorte o con la figlia maggiore non sposata del sovrano, o con la moglie dell'erede al trono; muovere guerra al sovrano e aderire ai nemici del sovrano, dando loro aiuto o conforto; e tentare di minare la linea di successione legittimamente stabilita.

### Cina
In Cina, ci sono diverse leggi in materia di tradimento nella Cina continentale, a Hong Kong o a Macao. La legge che definisce il tradimento nella Cina continentale è prevista dall'articolo 102 del Codice penale come segue:
Chiunque colluda con uno Stato straniero per mettere a repentaglio la sovranità, l'integrità territoriale e la sicurezza della Repubblica Popolare Cinese sarà condannato all'ergastolo o alla reclusione a tempo determinato non inferiore a 10 anni.

### Norvegia
L'articolo 85 della Costituzione norvegese stabilisce che "chiunque obbedisca a un ordine il cui scopo è quello di disturbare la libertà e la sicurezza dello Storting è colpevole di tradimento contro il Paese.

### Turchia
Il tradimento di per sé non è definito nel Codice penale turco. Tuttavia, la legge definisce i crimini che sono tradizionalmente inclusi nell'ambito del tradimento, come la cooperazione con il nemico in tempo di guerra. Il tradimento è punibile con la reclusione fino all'ergastolo.

### India
Il Bharatiya Nyaya Sanhita ha descritto il tradimento nella Sezione 147, il quale s'afferma che:
Chiunque dichiari guerra al Governo dell'India, o tenti di dichiarare tale guerra, o favorisca la dichiarazione di tale guerra, sarà punito con la morte o con l'ergastolo e sarà anche passibile di multa.